# وسام ستارا بلانينا

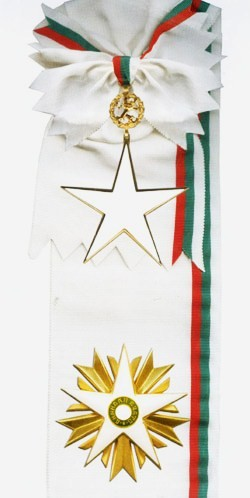
الوسام من طبقة الصليب الكبير (الطراز الثاني).

وسام ستارا بلانينا أو وسام الجبال القديمة (بالبلغارية: Орден "Стара планина)، والمقصود بها جبال البلقان، هو وسام بلغاري، صدر قرار بإنشاؤه في 4 أغسطس عام 1966 بموجب المرسوم رقم 606 الصادر عن الجمعية الوطنية البلغارية، وكانت تهدف في الأصل إلى تكريم الأجانب الذين قدموا مساهمات بارزة في إقامة علاقات وثيقة وودية مع الشعب البلغاري وتعزيزها والحفاظ عليها. وهي اليوم أعلى جائزة تمنحها جمهورية بلغاريا.

## الفئات
ينقسم الوسام إلى ثلاث فئات رئيسية:
- الصليب الكبير.
- الطبقة الأولى.
- الطبقة الثانية.

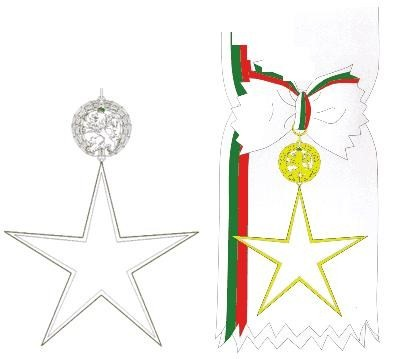
الصليب الكبير
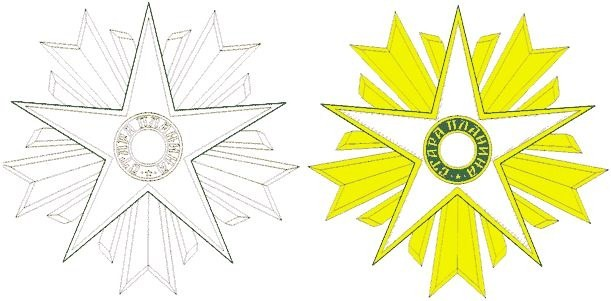
وسام الصدر
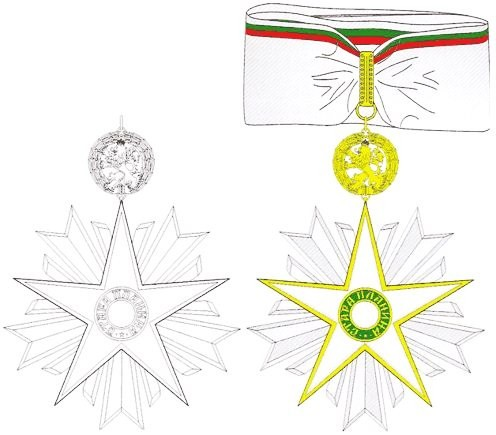
الطبقة الأولى
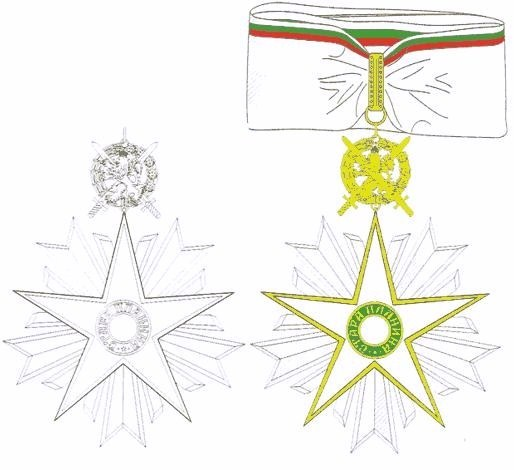
الطبقة الأولى للاستحقاق العسكري
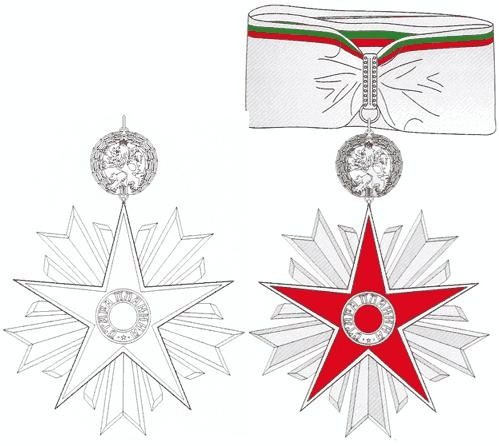
الطبقة الثانية
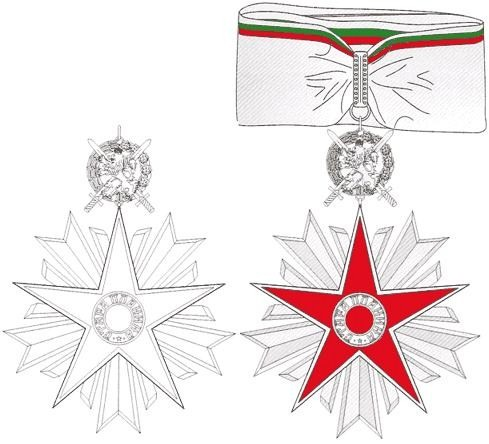
الطبقة الثانية للاستحقاق العسكري